# Mandoï
Mandoï est un village de la région du Centre du Cameroun, situé dans la commune de Bot-Makak. 

## Population et développement
En 1963, la population de Mandoï était de 105 habitants. La population de Mandoï est de 105 habitants lors du recensement de 2005. La population est constituée pour l’essentiel de Bassa.  